# Kyōhei Katō
Kyōhei Katō (加藤 恭平, Katō Kyōhei, 1909-1983) est un photographe japonais.